# Valtteri Bottas
Valtteri Viktor Bottas (n. 28 august 1989, Nastola, Häme Province⁠(d), Finlanda) este un pilot de curse finlandez ce a concurat ultima oară în 2024 în Campionatul Mondial de Formula 1 pentru echipa Kick Sauber.
Între 2010 și 2012, Valtteri a fost pilot de teste pentru Williams, iar în sezonul 2013 a primit un loc în Formula 1, înlocuindu-l pe Bruno Senna. A condus pentru echipa britanică până în 2016, timp în care a obținut 9 podiumuri. Pentru 2017, a fost cooptat de Mercedes pentru a-l înlocui pe Nico Rosberg, campionul mondial din 2016, acesta retrăgându-se din sport. Între 2017 și 2021, Bottas a concurat alături de Lewis Hamilton pentru constructorul german, reușind să câștige 5 din 5 titluri la constructori. Individual, Bottas a obținut 10 victorii, prima venind la Marele Premiu al Rusiei din 2017, 20 de pole position-uri și 58 de podiumuri în perioada petrecută la Mercedes. De asemenea, a terminat pe locul 2 în Campionatele la Piloți din 2019 și 2020, și pe locul 3 în 2017 și 2021.
După ce a părăsit Mercedes la sfârșitul sezonului 2021, el s-a mutat la Alfa Romeo, conducând pentru constructorul elvețian în 2022 și 2023.

## Cariera în Formula 1

### Williams (2013-2016)
Sezonul GP3 din 2011 a atras atenția legendarului Sir Frank Williams, iar Bottas a fost semnat rapid ca pilot de rezervă al echipei. După un sezon în acest rol, el a fost promovat la statutul de pilot principal alături de Pastor Maldonado. Venezueleanul a avut parte de un sezon 2013 decât Bottas, dar el a fost cel care a părăsit echipa la sfârșitul acelui sezon.

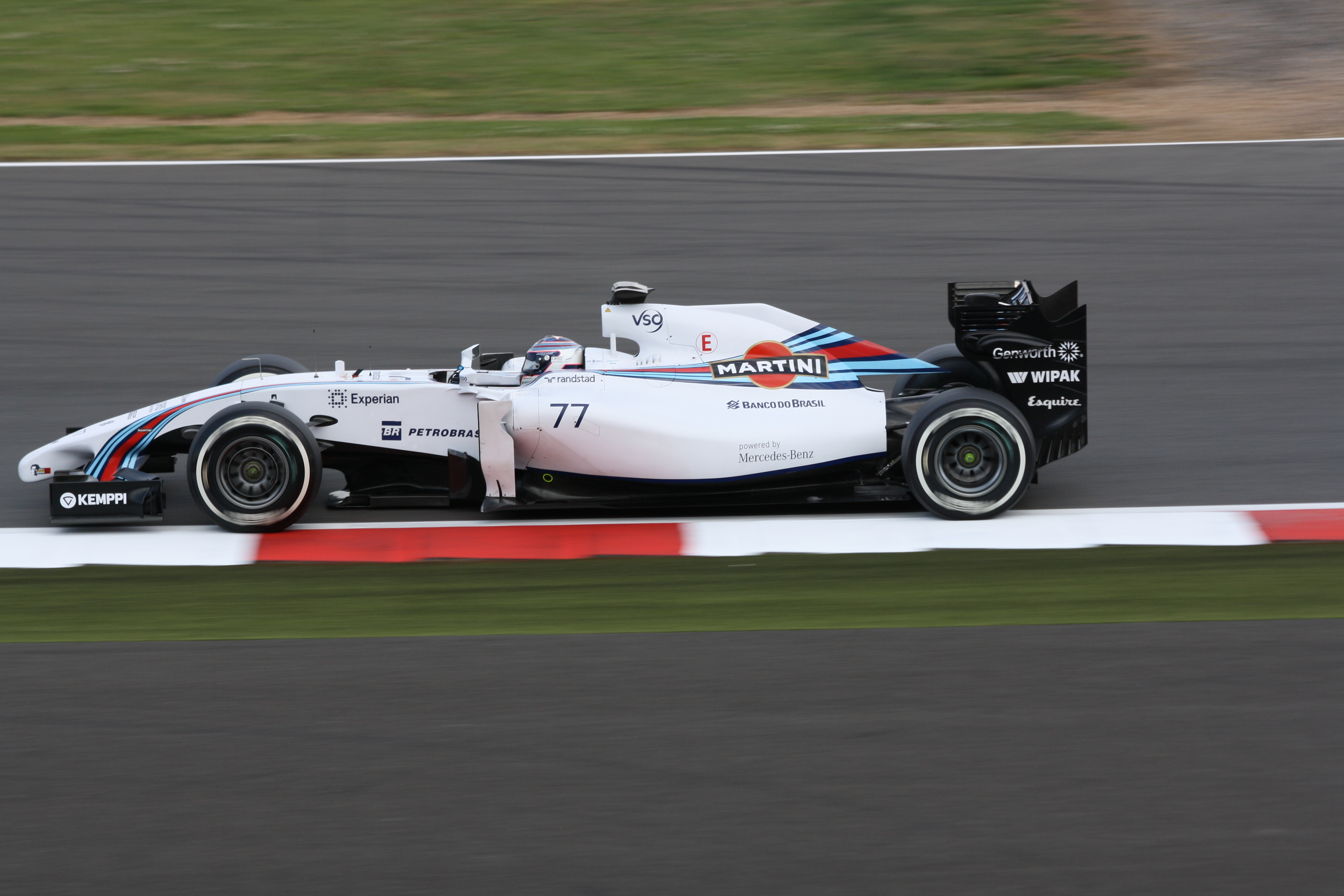
Bottas a obținut cea mai bună clasare din carieră până în acel moment la, clasându-se pe locul 2, după ce în cursa precedentă obținuse primul podium din carieră.

Sezonul 2014 a fost unul bun pentru Bottas. El a marcat 6 podiumuri pentru Williams F1, a terminat pe locul 4 în campionatul la piloți și și-a învins noul coleg de echipă foarte experimentat, Felipe Massa, care a trebuit să facă loc la Scuderia Ferrari.
În sezonul viitor, Williams a fost încă rapid în comparație cu competiția Ferrari și Red Bull. Bottas a marcat din nou câteva podiumuri și și-a depășit din nou coechipierul pentru a termina pe locul 5 în campionatul la piloți. Se pare că echipele de top s-au interesat de el. Dar poate că tipul său de personaj cu profil redus este motivul pentru care giganții nu îi oferă un contract.
Cu locuri la echipe mari care se pot deschide pentru 2016, Bottas se află în fața cozii. Un alt sezon bun ar confirma progresul său în grilă. Williams este acum învinsă clar de Red Bull, Ferrari și chiar Force India este mai rapidă în acest sezon. Finlandezul a avut un sezon bun în 2016 la Williams. El a luat un podium în Canada și a acumulat cu 32 de puncte decât coechipierul său Felipe. L-a depășit pentru a treia oară consecutiv.
După ce Nico Rosberg a câștigat campionatul mondial în 2016, el și-a anunțat retragerea din Formula 1 la câteva zile după ce a câștigat ultima cursă a sezonului pentru Mercedes, Marele Premiu de la Abu Dhabi. Ieșirea lui a fost o surpriză completă pentru echipa Mercedes F1, iar se spune că toți piloții bat la ușa Mercedes pentru a obține scaunul fierbinte. Nume precum Fernando Alonso, a cărui aventură la McLaren devenea din nou o poveste dificilă, au fost numiți alături de Pascal Wehrlein și Valtteri Bottas pe lista scurtă a echipei germane.
Mercedes l-a ales Bottas, care a fost condus de directorul echipei, Toto Wolff, la Williams.

### Mercedes (2017-2021)

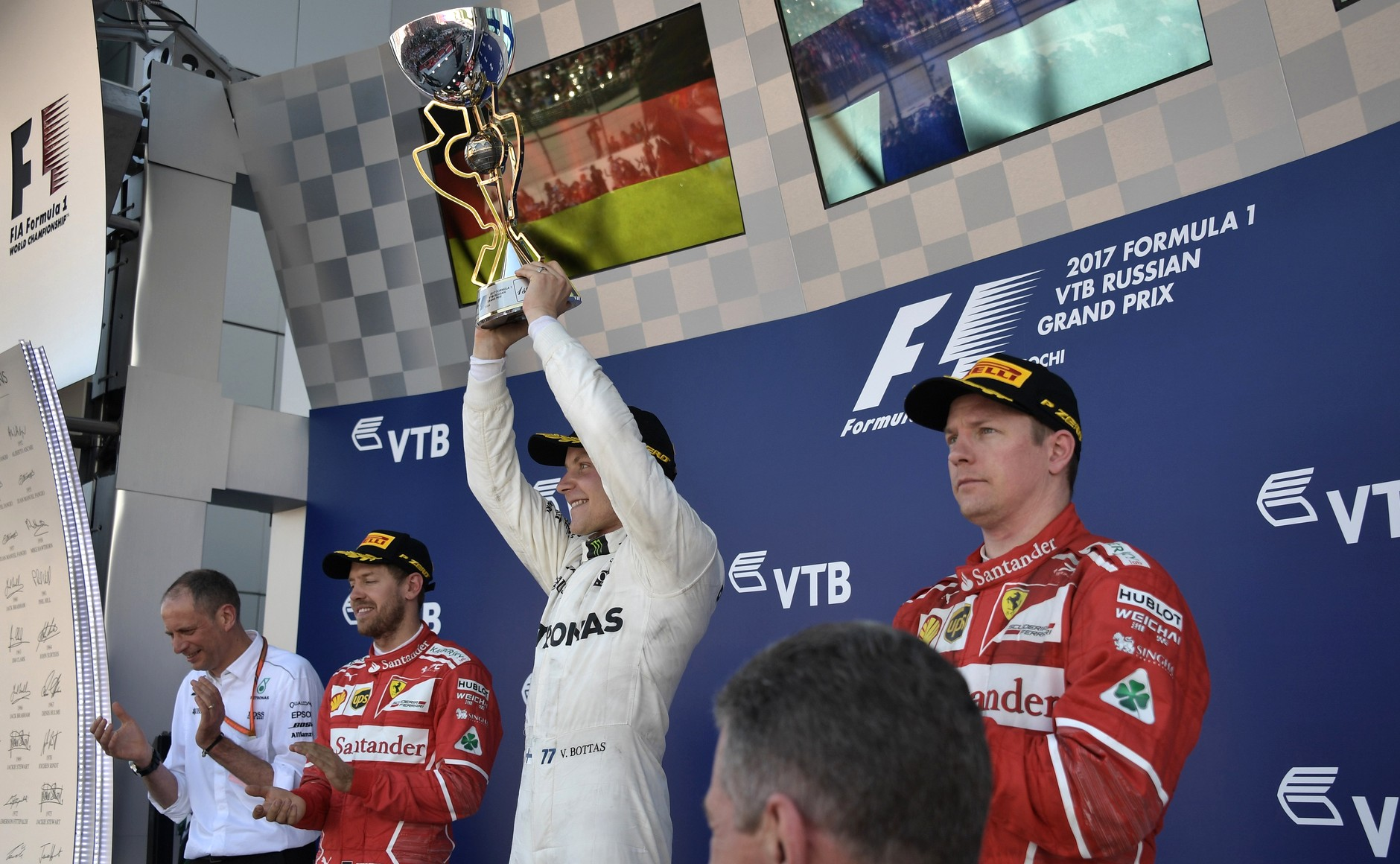
Bottas a obținut prima victorie din carieră la, conducând pentru Mercedes.

Era foarte interesant de văzut cum va performa finlandezul alături de triplul campion mondial Lewis Hamilton în sezonul 2017. Nu a reușit să-și bată coechipierul în fiecare cursă, dar a marcat 3 victorii, 4 pole position și un total de 13 podiumuri. El a devenit mai puternic pe măsură ce sezonul a evoluat și a terminat sezonul cu o victorie la Abu Dhabi.
În 2018, el a avut un sezon cu adevărat dificil la Mercedes. În prima jumătate a sezonului, el a fost destul de rapid pentru a merita cel puțin două victorii, dar ghinionul a jucat împotriva lui în China, cu un safety car care i-a pus în pericol conducerea, și o pană la Baku după ce a condus înainte să intre în ultimele două tururi. Bottas nu a câștigat o singură cursă în 2018, deși a condus în Rusia când a primit ordinul să-l lase pe coechipierul său, care lupta pentru titlu, să treacă și să ia victoria.
Pentru sezonul din 2019, au existat multe speculații despre îmbunătățirile lui Bottas și noua lui abordare pentru sezon. Anul său a început bine cu victorii în Australia și Azerbaidjan și două pole position în primele patru curse ale anului. De la victoria sa de la Baku încoace, nu a câștigat o cursă. El a marcat pole position-uri în Spania și Silverstone, dar nu le-a putut converti în victorii. Ultimele două curse înainte de pauză de vară au fost cele mai proast din sezon. A ieșit din Marele Premiu al Germaniei după ce a avut o ocazie de aur de a lua puncte de la conducerea lui Hamilton în lupta pentru titlu, apoi a terminat opt în Ungaria după ce a început în primul rând. Un început de cursă predispus la erori la Budapesta și o atingere de Ferrari-ul lui Charles Leclerc în primul tur i-au afectat șansele în acel Mare Premiu.
Pentru restul sezonului, Bottas a evoluat satisfăcător, reușind două victorii și 4 podiumuri. Și-a încheiat cel mai bun an în Formula 1 cu 326 de puncte și locul 2 în clasamentul la piloți. A câștigat patru curse de-a lungul anului, a ajuns pe podium de 15 ori (de cele mai multe ori în carieră) și a pornit din pole position de cinci ori. Pe 29 august 2019, Bottas a fost confirmat și pentru 2020 la Mercedes.
Sezonul din 2020 a început excelent pentru Bottas, el reușind pole position și victorie în Marele Premiu al Austriei. Însă, la fel ca în sezonul precedent, el părea că nu putea să îl ajungă pe coechipierul său, Lewis Hamilton, și nu a mai avut multe șanse la victorie. El a reușit încă doar o victorie în Marele Premiu al Rusiei, în rest, părea că are o luptă mai aprigă cu Max Verstappen decât cu Hamilton. A reușit să acumuleze 5 pole positon și 11 podiumuri, ceea ce l-a ajutat să termine pe locul 2 în clasament, cu 9 puncte peste Verstappen, însă la mare diferență față de Hamilton.
Pe 6 august, el a semnat un nou contract pentru sezonul din 2021, ceea ce înseamnă al cincilea sezon consecutiv pentru Mercedes.

### Alfa Romeo (2022-2023)
În septembrie 2021, Bottas a anunțat că va părăsi echipa Mercedes la finalul sezonului și din 2022 va evolua pentru Alfa Romeo cu care a semnat un contract pentru mai multe sezoane. El este coechipier cu debutantul Zhou Guanyu. În Marele Premiu al Bahrainului din 2022, cursa de deschidere a sezonului, Bottas s-a clasat pe locul șase chiar și după un început slab. La Marele Premiu al Emiliei-Romagna din 2022, Bottas a obținut o poziție și mai bună, locul cinci. Pentru Marele Premiu de la Miami, Bottas s-a calificat pe locul cinci, în ciuda faptului că nu a rulat deloc în antrenamente. Bottas a terminat cursa pe locul șapte. La Marele Premiu al Spaniei, Bottas s-a calificat pe locul șapte și s-a mutat temporar pe locul patru în cursă. Alfa Romeo a optat pentru a-l plasa pe Bottas pe o strategie de o oprire, ceea ce i-a permis în cele din urmă atât lui Hamilton, cât și lui Sainz să-l depășească în timp ce anvelopele sale se degradau, terminând pe locul șase. El a suferit o a doua parte de sezon mai slabă, având chiar și o serie de 10 curse fără clasări în puncte, dintre care 5 retrageri. A marcat apoi din nou puncte în Ciudad de México și São Paulo. A încheiat sezonul pe locul 10 în clasamentul piloților, cu 49 de puncte acumulate.
Bottas a continuat la Alfa Romeo cu Zhou și pentru 2023. El a început sezonul cu o calificare pe locul 12 la Marele Premiu al Bahrainului, și a terminat cursa pe locul opt. Bottas va mai obține încă trei clasări în puncte pe parcursul sezonului, locul 10 în Canada și Monza și locul 8 la Qatar, terminând sezonul pe locul 15 în clasamentul piloților, cu 10 puncte față de cele 6 puncte ale coechipierului Zhou. 

### Kick Sauber (2024)

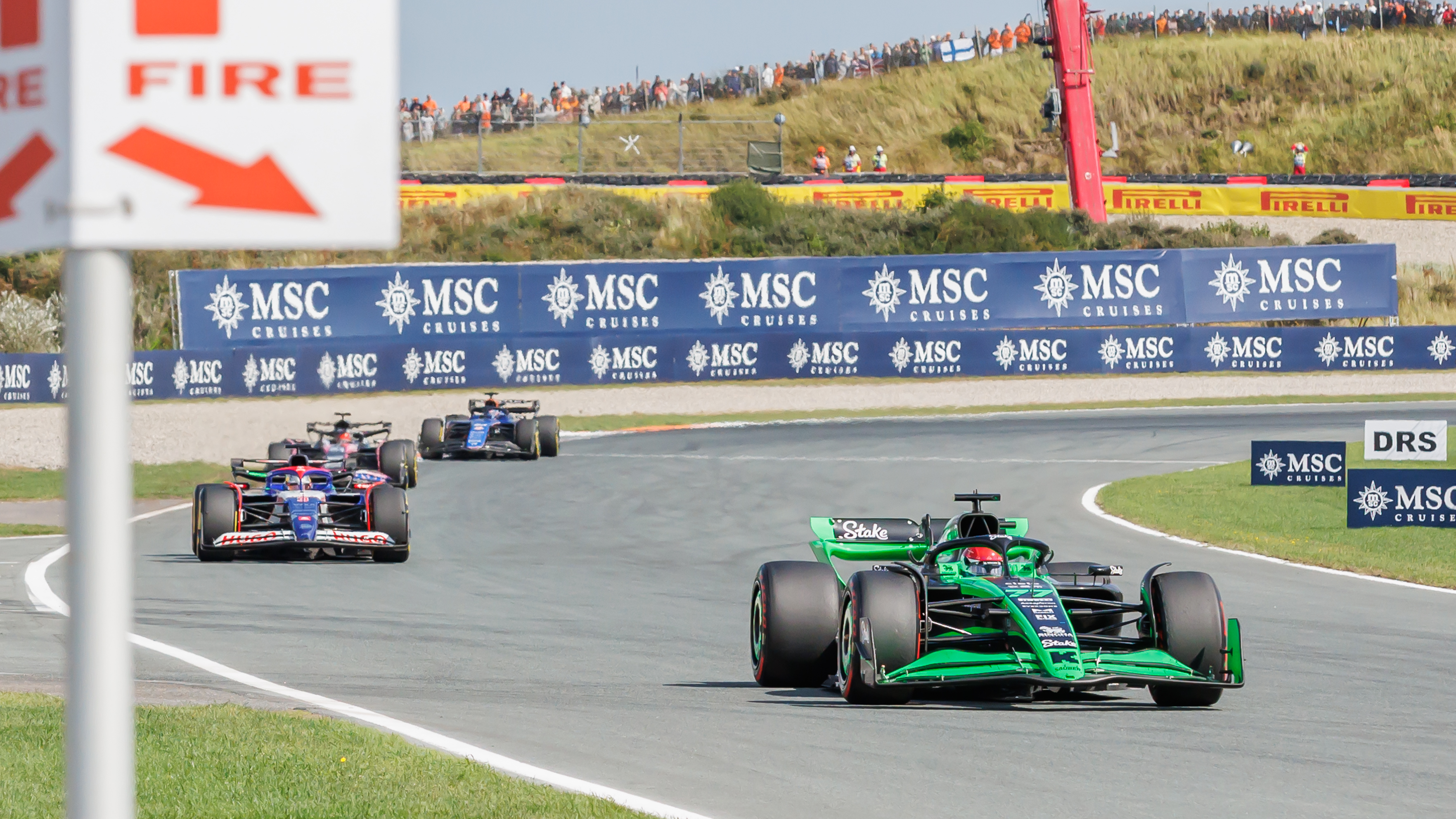
Bottas (prim-plan) în

Bottas și Zhou au fost păstrați pentru sezonul 2024, când echipa s-a redenumit în Stake F1 Team Kick Sauber după încheierea parteneriatului cu Alfa Romeo. S-a calificat pe locul 16 la Marele Premiu al Bahrainului, cursa de deschidere a sezonului, dar o oprire la boxe de 52 de secunde l-a retrogradat pe locul 19 la final. Problemele cu opririle la boxe pentru Zhou la următoarea cursă, Marele Premiu al Arabiei Saudite l-au determinat pe Bottas să comenteze că începutul slab de sezon al echipei „trebuie să fie un semnal de alarmă”. Cu toate acestea, problemele au continuat la Marele Premiu al Australiei, când o problemă cu una dintre roți l-a costat pe Bottas 28 de secunde la boxe, iar echipa a fost amendată cu 5.000 de euro din motive de siguranță. El a făcut prima sa apariție în Q3 din 2024 la Marele Premiu al Chinei, calificându-se pe locul 10, dar s-a retras din cursă din cauza unei defecțiuni la motor. Pe parcursul sezonului, Bottas nu a reușit să înscrie puncte pentru prima dată în cariera sa de Formula 1 și a terminat pe locul 22 în clasament, în fața lui Logan Sargeant și Jack Doohan la numărătoare inversă.
Nici lui Bottas, nici coechipierului său Zhou nu le-au fost prelungite contractele după 2024, Nico Hülkenberg și Gabriel Bortoleto înlocuindu-i pe cei doi pentru 2025 înainte de preluarea echipei de către Audi.

## Palmaresul complet în Formula 1
| Legendă      | Legendă                                                |
| Culoare      | Rezultat                                               |
| ------------ | ------------------------------------------------------ |
| Auriu        | Câștigător                                             |
| Argintiu     | Locul 2                                                |
| Bronz        | Locul 3                                                |
| Verde        | Alte locuri care punctează                             |
| Albastru     | Alte locuri                                            |
| Albastru     | Nu s-a clasat, dar a terminat cursa (NC)               |
| Purpuriu     | A abandonat cursa (Ab)                                 |
| Negru        | Descalificat (DSC)                                     |
| Alb          | Nu a luat startul (NS)                                 |
| Roșu         | Nu s-a calificat (NSC)                                 |
| Fără culoare | Retras înainte de calificări (Ret)                     |
| Fără culoare | Exclus (EX)                                            |
| Fără culoare | Nu a participat (celulă goală)                         |
| Adnotare     | Însemnătate                                            |
| P            | Pole position                                          |
| R            | Cel mai rapid tur                                      |
| 1            | Poziția finală în cursa sprint                         |
| *            | Nu a terminat, dar a parcurs mai mult de 90% din cursă |

| Sezon | Echipă      | Șasiu  | Motor                          | 1      | 2      | 3        | 4        | 5      | 6      | 7      | 8      | 9       | 10     | 11      | 12     | 13     | 14     | 15      | 16       | 17     | 18        | 19      | 20       | 21     | 22     | 23     | 24     | Poz. | Puncte |
| ----- | ----------- | ------ | ------------------------------ | ------ | ------ | -------- | -------- | ------ | ------ | ------ | ------ | ------- | ------ | ------- | ------ | ------ | ------ | ------- | -------- | ------ | --------- | ------- | -------- | ------ | ------ | ------ | ------ | ---- | ------ |
| 2013  | Williams    | FW35   | Renault RS27-2013 2,4 V8       | AUS 14 | MAL 11 | CHN 13   | BHR 14   | ESP 16 | MCO 12 | CAN 14 | GBR 12 | DEU 16  | HUN Ab | BEL 15  | ITA 15 | SGP 13 | KOR 12 | JPN 17  | IND 16   | ABU 15 | USA 8     | BRA Ab  | N/A      | N/A    | N/A    | N/A    | N/A    | 17   | 4      |
| 2014  | Williams    | FW36   | Mercedes PU106A Hybrid 1,6 V6t | AUS 5  | MAL 8  | BHR 8    | CHN 7    | ESP 5  | MCO Ab | CAN 7  | AUT 3  | GBR 2   | DEU 2  | HUN 8   | BEL 3  | ITA 4  | SGP 11 | JPN 6   | RUS 3R   | USA 5  | BRA 10    | ABU 3   | N/A      | N/A    | N/A    | N/A    | N/A    | 4    | 186    |
| 2015  | Williams    | FW37   | Mercedes PU106B Hybrid 1,6 V6t | AUS NS | MAL 5  | CHN 6    | BHR 4    | ESP 4  | MCO 14 | CAN 3  | AUT 5  | GBR 5   | HUN 13 | BEL 9   | ITA 4  | SGP 5  | JPN 5  | RUS 12* | USA Ab   | MEX 3  | BRA 5     | ABU 13  | N/A      | N/A    | N/A    | N/A    | N/A    | 5    | 136    |
| 2016  | Williams    | FW38   | Mercedes PU106C Hybrid 1,6 V6t | AUS 8  | BHR 9  | CHN 10   | RUS 4    | ESP 5  | MCO 12 | CAN 3  | EUR 6  | AUT 9   | GBR 14 | HUN 9   | DEU 9  | BEL 8  | ITA 6  | SGP Ab  | MAL 5    | JPN 10 | USA 16    | MEX 8   | BRA 11   | ABU Ab | N/A    | N/A    | N/A    | 8    | 85     |
| 2017  | Mercedes    | F1 W08 | Mercedes M08 EQ Power+ 1,6 V6t | AUS 3  | CHN 6  | BHR 3P   | RUS 1    | ESP Ab | MCO 4  | CAN 2  | AZE 2  | AUT 1P  | GBR 2  | HUN 3   | BEL 5  | ITA 2  | SGP 3  | MAL 5   | JPN 4R   | USA 5  | MEX 2     | BRA 2P  | ABU 1P R | N/A    | N/A    | N/A    | N/A    | 3    | 305    |
| 2018  | Mercedes    | F1 W09 | Mercedes M09 EQ Power+ 1,6 V6t | AUS 6  | BHR 2R | CHN 2    | AZE 14*R | ESP 2  | MCO 5  | CAN 2  | FRA 7R | AUT AbP | GBR 4  | DEU 2   | HUN 5  | BEL 4R | ITA 3  | SGP 4   | RUS 2P R | JPN 2  | USA 5     | MEX 5R  | BRA 5R   | ABU 5  | N/A    | N/A    | N/A    | 5    | 247    |
| 2019  | Mercedes    | F1 W10 | Mercedes M10 EQ Power+ 1,6 V6t | AUS 1R | BHR 2  | CHN 2P   | AZE 1P   | ESP 2P | MCO 3  | CAN 4R | FRA 2  | AUT 3   | GBR 2P | DEU Ab  | HUN 8  | BEL 3  | ITA 2  | SGP 5   | RUS 2    | JPN 1  | MEX 3     | USA 1P  | BRA AbR  | ABU 4  | N/A    | N/A    | N/A    | 2    | 326    |
| 2020  | Mercedes    | F1 W11 | Mercedes-AMG F1 M11 1,6 V6t    | AUT 1P | STI 2  | HUN 3    | GBR 11   | 70A 3P | ESP 3R | BEL 2  | ITA 5  | TOS 2   | RUS 1R | EIF AbP | PRT 2  | EMR 2P | TUR 14 | BHR 8   | SKR 8P   | ABU 2  | N/A       | N/A     | N/A      | N/A    | N/A    | N/A    | N/A    | 2    | 223    |
| 2021  | Mercedes    | F1 W12 | Mercedes-AMG F1 M12 1,6 V6t    | BHR 3R | EMR Ab | PRT 3P R | ESP 3    | MCO Ab | AZE 12 | FRA 4  | STI 3  | AUT 2   | GBR 3  | HUN Ab  | BEL 12 | NLD 3  | ITA 13 | RUS 5   | TUR 1P R | USA 6  | CMX 15P R | SAP 13P | QAT Ab   | SAU 3  | ABU 6  | N/A    | N/A    | 3    | 226    |
| 2022  | Alfa Romeo  | C42    | Ferrari 066/7 1,6 V6t          | BHR 6  | SAU Ab | AUS 8    | EMR 75   | MIA 7  | ESP 6  | MCO 10 | AZE 11 | CAN 7   | GBR Ab | AUT 11  | FRA 14 | HUN Ab | BEL Ab | NLD Ab  | ITA 13   | SGP 11 | JPN 15    | USA Ab  | CMX 10   | SAP 9  | ABU 15 | N/A    | N/A    | 10   | 49     |
| 2023  | Alfa Romeo  | C43    | Ferrari 066/10 1,6 V6t         | BHR 8  | SAU 18 | AUS 11   | AZE 18   | MIA 13 | MCO 11 | ESP 19 | CAN 10 | AUT 15  | GBR 12 | HUN 12  | BEL 12 | NLD 15 | ITA 10 | SGP Ab  | JPN Ab   | QAT 8  | USA 12    | CMX 15  | SAP Ab   | LVG 17 | ABU 19 | N/A    | N/A    | 15   | 10     |
| 2024  | Kick Sauber | C44    | Ferrari 066/12 1,6 V6t         | BHR 19 | SAU 17 | AUS 14   | JPN 14   | CHN Ab | MIA 16 | EMR 18 | MCO 13 | CAN 13  | ESP 16 | AUT 16  | GBR 15 | HUN 16 | BEL 15 | NLD 19  | ITA 16   | AZE 16 | SGP 16    | USA 17  | CMX 14   | SAP 13 | LVG 18 | QAT 11 | ABU Ab | 22   | 0      |
| Sezon | Echipă      | Șasiu  | Motor                          | 1      | 2      | 3        | 4        | 5      | 6      | 7      | 8      | 9       | 10     | 11      | 12     | 13     | 14     | 15      | 16       | 17     | 18        | 19      | 20       | 21     | 22     | 23     | 24     | Poz. | Puncte |

## Cariera în Motorsport
| Sezon | Competiție            | Puncte | Loc clasament general |
| ----- | --------------------- | ------ | --------------------- |
| 2009  | Formula 3 Euro Series | 62     | 3                     |
| 2010  | Formula 3 Euro Series | 74     | 3                     |
| 2011  | GP3 Series            | 62     | 1                     |